# Nguyễn Hoàng Yến
Nguyễn Hoàng Yến (sinh 16 tháng 8 năm 1992 tại Thành phố Hồ Chí Minh) là kỳ thủ cờ tướng Việt Nam. Chị đã 5 lần vô địch quốc gia nội dung cờ tiêu chuẩn vào các năm 2016, 2017, 2022, 2023 và 2024, 5 lần về nhì và 5 lần về ba. Ngoài ra, kể từ khi giải vô địch cờ tướng quốc gia Việt Nam (A1) có đủ 3 nội dung: tiêu chuẩn, nhanh và chớp (từ 2016-nay) thì Hoàng Yến là kỳ thủ Việt Nam duy nhất từng có 3 lần đoạt "hattrick vàng" (vô địch đủ 3 nội dung trên trong cùng 1 giải, 2016, 2023 và 2024).

## Sự nghiệp
Cô bắt đầu chơi cờ tướng từ năm 10 tuổi.
Năm 15 tuổi (2007), Yến giành ngôi á quân quốc gia. Cô còn 2 lần giành ngôi á quân vào các năm 2009 và 2011 (3 lần đều xếp sau Ngô Lan Hương) cùng 4 lần hạng 3 (các năm 2010, 2013 – 15). Năm 2016 Cô lần đầu tiên vô địch quốc gia, giành giải thưởng 60 triệu đồng. Cô đạt 7/9 điểm (+6 =2 –1), hơn người thứ nhì nửa điểm. Yến vô địch cả 2 nội dung nhanh và chớp tại giải này. Đây là lần đầu tiên có kỳ thủ vô địch cả 3 nội dung tại 1 giải kể từ khi ai đó đưa nhanh và chớp vào thi đấu ở giải vô địch Việt Nam. Năm 2017, cô bảo vệ được chức vô địch sớm 1 vòng đấu.
Nguyễn Hoàng Yến giành huy chương đồng châu Á năm 2009. Đến năm 2010 cô giành huy chương bạc châu Á tại Miri, Malaysia, xếp sau Vương Lâm Na, với 14 điểm / 8 ván (+7 –1), năm 2015 là 1 huy chương bạc nữa tại Singapore, xếp sau Đường Đan. Y
Tại các giải thế giới, Yến 2 lần giành huy chương bạc cá nhân nữ vào các năm 2011 và 2013 (đều sau Đường Đan). Năm 2011 chị giành 7,5/9 điểm (+7 =1 –1), giành ngôi á quân trong giải 10 đấu thủ. Năm 2013 kết quả không đổi khi chị tiếp tục đạt thành tích 15/9 điểm (+7 =1 –1) (ván thắng tính 2 điểm).
Cô nhận được lời mời dự các Đại hội thể thao trí tuệ thế giới ở Trung Quốc. Yến giành được huy chương bạc năm 2013. Năm 2014 Yến giành huy chương vàng với thành tích 4,5/6 điểm (+4 =1 –1) ở giải đấu có 4 đấu thủ đánh vòng tròn 2 lượt, vượt lên trên đối thủ chủ nhà Đường Tư Nam. Đây là lần đầu tiên cờ tướng Việt Nam vô địch tại giải đấu cấp thế giới sau hơn 20 năm tham dự.
Ở giải vô địch quốc gia 2023, Nguyễn Hoàng Yến đã xuất sắc đoạt chức vô địch cả 3 nội dung cờ tiêu chuẩn, cờ nhanh và cờ chớp.